# 奧斯威戈 (北卡羅萊納州)
奧斯威戈（英語：Oswego）是位於美國北卡羅萊納州富蘭克林縣的非建制地區。

## 歷史
奧斯威戈的郵局於1892年設立，其後於1903年停運。

## 地理
奧斯威戈所處的海拔為高於海平面117米（即384英呎），而該地所採用的時區為UTC-5，即北美东部时区（EST）。同時該地設有夏令時間，為UTC-5調快一小時，即UTC-4（EDT）。